# زن و بازیچه او (فیلم ۱۹۲۹)
زن و بازیچه او (فرانسوی: La femme et le pantin‎) یک فیلم در سبک درام و صامت به کارگردانی ژاک دو بارونسلی است که در سال ۱۹۲۹ منتشر شد. از بازیگران آن می‌توان به کنچیتا مونته‌نگرو اشاره کرد.